# Pierino Porcospino
Pierino Porcospino (titolo originale Der Struwwelpeter) è un libro illustrato per bambini di Heinrich Hoffmann.  La storiella di Pierino dà il nome all'intera opera, una raccolta di dieci filastrocche che raccontano le vicende di altrettanti personaggi.

## Pubblicazione e accoglienza
Il libro fu concepito dall'autore come quaderno disegnato e scritto in una sola copia destinata come regalo per il figlio. Venne in seguito pubblicato dall'autore prima con lo pseudonimo di Reimerich Kinderlieb, più tardi con il nome vero. Sulla scia del suo successo internazionale comparve in numerose edizioni anche in parte rivedute e ridisegnate; fu pubblicato anche in Italia dalla casa editrice Hoepli nel 1882, che un decennio più tardi lo ristampò con la fortunata traduzione di Gaetano Negri, ma rimase assai più noto nei paesi più a Nord, dove fu oggetto di traduzioni e di parodie.
Altre edizioni o in italiano videro la luce ad opera di Raffaella Por e Roberta Valeri (1972: Pierino Porcospino ovvero allegre storielle e figure buffe) e di Maria Luisa Heinz-Mazzoni (Pierino Porcospino, Divertenti storielle e curiose illustrazioni, 1984). Un'edizione italiana del 1986, bilingue, ritradotta e commentata da Sergio Stocchi, fu chiamata Il Porcospino ragionato: ossia Pierino Porcospino e aggiunse al testo originale una sorta di sequel proposto da Karl Ludwig Thienemann; il nome attribuito al personaggio introduttivo ed esteso al titolo della raccolta resta comunque quello proposto da Gaetano Negri.
Nonostante il successo ottenuto presso i giovanissimi ed il tono di fondo umoristico, gli elementi di educazione autoritaria e i vari macabri epiloghi delle filastrocche furono contestati, in maniera anche durissima, fin dal momento dell'uscita; ciò avvenne sia in ambito germanofono, sia in altri Paesi come l'Italia.

## Personaggi
Pierino è un ragazzo che rifiuta di collaborare con i genitori: non tagliandosi le unghie né pettinandosi, assomiglia ad un porcospino. La sua filastrocca, brevissima, ha il compito di introdurre e presentare a titolo di esempio i personaggi e gli argomenti del libro: tutti i giovanissimi protagonisti sono in qualche modo disobbedienti come Pierino; alcuni di loro sono iperattivi, altri violenti, semplicemente distratti oppure trascurati. Tutti faranno una brutta fine. 

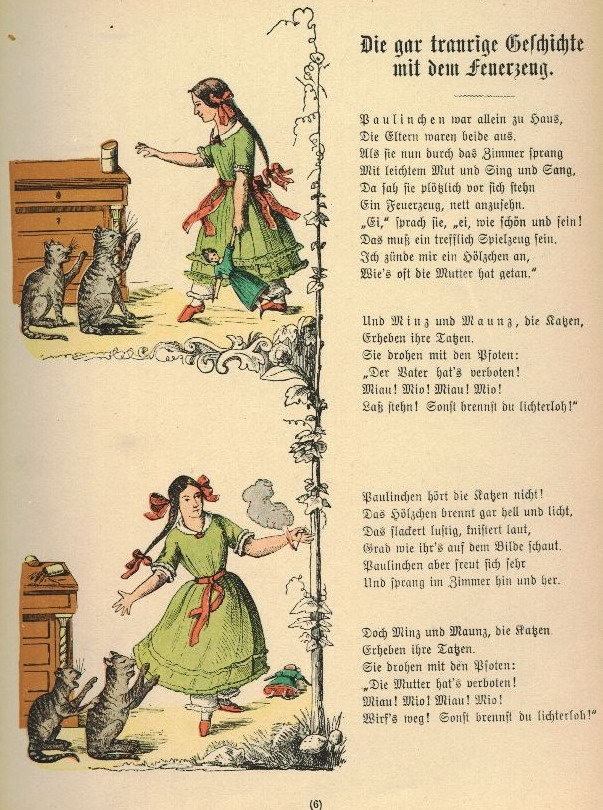
Paolinetta, La tristissima storia degli zolfanelli

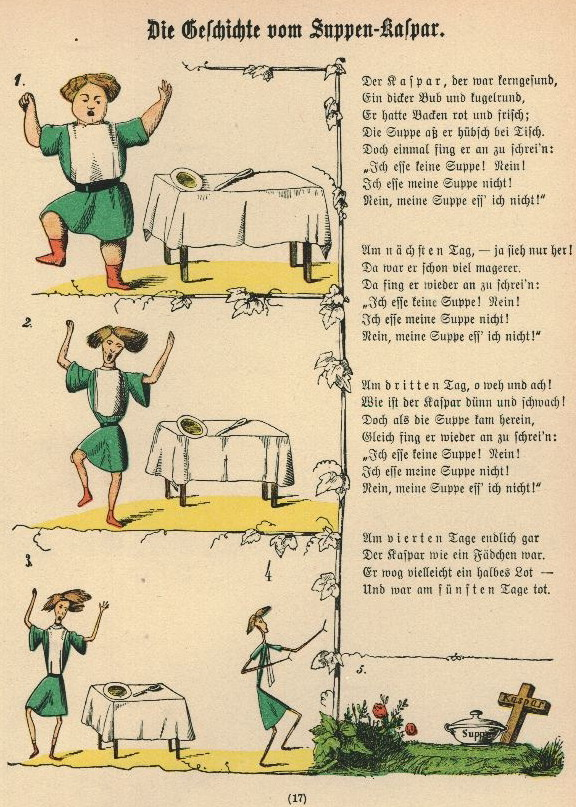
La storia della minestra di Gasparino.

## Narrazione
Il premio per il bambino ubbidiente, il lettore, è la storia stessa con il suo tono ironico e le sue buffe figure, come spiegato dall'autore nel prologo. Tuttavia i protagonisti, tutti disubbidienti, vengono duramente castigati, e la gravità delle singole punizioni è assai variabile.
Da un lato, qualche volta le sanzioni riservate ai bambini sono in un qualche modo commisurate alla gravità della colpa (di solito secondo il contrappasso, principio che regola il finale di storie come quella del cattivo Federigo e quella del Moretto); d'altro canto, il più delle volte i fanciulli devono aspettarsi delle pene a dir poco tremende: rapimento, mutilazione o peggio. Se gli avvertimenti provengono dai genitori, la pena è invece sancita da altri o da altro.
Alcuni dei protagonisti finiscono per pagare con la vita le loro mancanze. È questo ad esempio il caso di Paolinetta (La tristissima storia degli zolfanelli): la bambina è sola in casa con i due gattini Minz e Maunz e non riesce a resistere alla tentazione di giocare con i fiammiferi. I due cercano quindi di avvisarla del pericolo alzando le zampette e ricordandole che si tratta di oggetti proibiti. Siccome però il loro avvertimento rimarrà inascoltato, il peggio sarà inevitabile; ai micetti non resterà altro che piangere la morte della padroncina bruciata e chinarsi davanti ai suoi resti: soltanto un paio di scarpette ed un mucchietto di cenere.
Simile l'epilogo della Storia della minestra di Gasparino: Il bambino, dapprima grasso e pasciuto, si rifiuta di mangiare la minestra e dimagrisce sempre di più. Dopo quattro giorni muore di fame ed avrà come pietra tombale una zuppiera.

## Morale
Hoffmann era medico psichiatra e che aveva a che fare anche con pazienti in età infantile, osservando comportamenti oggi catalogati con diagnosi precise: ancora oggi in tedesco l'ADHD è colloquialmente chiamata Zappel-Philipp-Syndrom (Sindrome di Filippo che si dondola), mentre la sindrome dei capelli impettinabili è detta Struwwelpeter-Syndrom.
La morale, sempre chiarissima, riguardava di solito i temi della salute e della sicurezza; le dieci storie formavano insieme un decalogo di insegnamenti al quale non è bene sottrarsi, dato che la disubbidienza sarà punita: abbi cura del tuo corpo, non succhiarti il pollice, mangia sempre ciò che si trova sul piatto, non fare il birichino a tavola, sii sempre prudente eccetera.

## Le dieci filastrocche
| 1. Pierino Porcospino 2. La storia del cattivo Federigo 3. La tristissima storia degli zolfanelli 4. La storia del moretto 5. La storia del fiero cacciatore 6. La storia del bambino che si succhia i pollici 7. La storia della minestra di Gasparino 8. La storia di Filippo che si dondola 9. La storia di Giannino Guard'in aria 10. La storia di Roberto che vola | 1. Struwwelpeter 2. Die Geschichte vom bösen Friederich 3. Die gar traurige Geschichte mit dem Feuerzeug 4. Die Geschichte von den schwarzen Buben 5. Die Geschichte vom wilden Jäger 6. Die Geschichte vom Daumenlutscher 7. Die Geschichte vom Suppen-Kaspar 8. Die Geschichte vom Zappel-Philipp 9. Die Geschichte vom Hanns Guck-in-die-Luft 10. Die Geschichte vom fliegenden Robert |

## Trasposizione cinematografica
Nel 1955 venne realizzata una trasposizione cinematografica del libro, scritta e diretta da Fritz Genschow e con coreografie di Jockel Stahl.